# Hanna Hawrylez

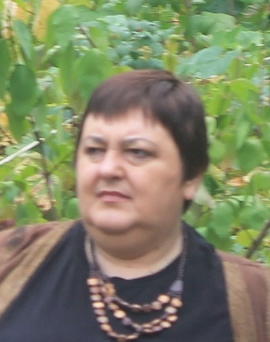
Hanna Hawrylez

Hanna Oleksijiwna Hawrylez (ukrainisch Ганна Олексіївна Гаврилець, wiss. Transliteration Hanna Oleksiïvna Havrylecʹ, deutsche Schreibweisen des Namens u. a. auch Anna, Ganna bzw. Havrylets, Gavrilec, Gawriletz; * 11. April 1958 in Wydyniw, Ukrainische SSR; † 27. Februar 2022 in Kiew, Ukraine) war eine ukrainische Komponistin und Hochschullehrerin.

## Leben
Geboren in der kleinen Gemeinde Wydyniw (ukrainisch Ви́динів) im südwestukrainischen, damals noch zur Sowjetunion gehörenden Oblast Iwano-Frankiwsk absolvierte Hanna Oleksijiwna Hawrylez das Konservatorium in Lwiw (Lemberg), wo sie bei Wolodymyr Flys studierte. In der Folge setzte sie ihre Ausbildung als postgraduales Studium am Kiewer Konservatorium bei Myroslaw Skoryk fort. Nach ihrem Abschluss arbeitete sie u. a. als Kritikerin und Angestellte des Ukrainischen Komponistenverbandes, ehe sie 1992 Lehrbeauftragte am ehemaligen Konservatorium, der nunmehrigen Nationalen Musikakademie der Ukraine wurde, wo sie ab 2011 eine Professur innerhalb der Abteilung Komposition, Instrumentation sowie Musik und Informationstechnologie innehatte.
Hawrylez war seit 1985 Mitglied und seit 2010 Leiterin der Kiewer Sektion der Nationalen Union der Komponisten der Ukraine sowie Korrespondierendes Mitglied der Nationalen Akademie der Künste der Ukraine. Sie wirkte als Mitglied und Vorsitzende vieler nationaler und internationaler Chorwettbewerbe. Neben sinfonischen Werken, Instrumentalkonzerten und Kammermusik enthält ihr Œuvre einen Schwerpunkt im Bereich der Chormusik weltlichen und sakralen Charakters. Ihre Werke wurden sowohl in der Ukraine und in Russland als auch in zahlreichen anderen Ländern Europas und in Nordamerika aufgeführt. Sie war mit dem ukrainischen Bratschisten Dmytro Hawrylez verheiratet. Ihre Schwester Bohdana Froljak ist ebenfalls Komponistin. Hanna Hawrylez starb nach längerer schwerer Krankheit am 27. Februar 2022, dem vierten Tag des Angriffskrieges Russlands auf die Ukraine, wodurch keine akute ärztliche Versorgung stattfinden konnte. Ihre Verabschiedung und Einäscherung erfolgte am 10. März 2022 auf dem Kiewer Baikowe-Friedhof. Die Beisetzung fand am 19. April 2022 auf dem Lytschakiwski-Friedhof in Lwiw  statt.

## Preise, Auszeichnungen (Auswahl)
- 1989: Preisträgerin beim 1. Gesamtukrainischen Festival für Popmusik „Chervona Ruta“
- 1995: Preisträgerin beim Internationalen Kompositionswettbewerb Ivan und Mariana Kots
- 1999: Taras-Schewtschenko-Preis für Золотий камінь посіємо… (Lass uns den goldenen Stein säen…)
- 2001: Preisträgerin beim Kompositionswettbewerb „Spirituelle Psalmen des dritten Jahrtausends“
- 2005: Orden des Heiligen Wladimir
- 2005: Verdiente Künstlerin der Ukraine
- 2013: Orden der Fürstin Olga, Zweite Klasse[4]

## Werke (Auswahl)

### Szenische Werke
- Золотий камінь посіємо… (Lass uns den goldenen Stein säen). Musikalisch-szenische Performance (1997/1998)

### Gesang und Orchester
- Погляд у дитинство (Blick in die Kindheit). Kammerkantate nach Gedichten von Mykola Winhranowskyj für Sopran und Kammerorchester (1990)
- Stabat mater für gemischten Chor und Orchester (2002)

### Orchester
- Konzert für Klavier und Orchester (1982)
- Konzert für Viola und Orchester (1984)
- Sinfonisches Poem (1983)
- Kammersinfonie Nr. 1 (1990)
- Kammersinfonie Nr. 2 „In memoriam“ (1995)
- Canticum für Streichorchester (2000)
- A-corda. Sinfonietta für Viola und Streichorchester (2001)
- Choral für Streichorchester (2003)

### Solo, Duo und Kammermusik
- Streichquartett Nr. 1 (1981)
- Bläserquintett Nr. 1 (1984)
- Sonate für Viola und Klavier (1988)
- Sax Quartet für Saxophonquartett (1992)
- Rhapsodie-Dialog für Flöte und Klavier (1993)
- Bläserquintett Nr. 2 (1994)
- Exlibris für Violine solo (1994)
- In B für Sopransaxophon solo (1996)
- Herbstmusik für Tenorsaxophon und Klavier (1997)
- Streichquartett Nr. 2 „Erinnerungen“ (1997)
- Gravitation für Klavier solo (1999)
- Expressionen für Streichquartett (2004)

### Vokalmusik
- Drei Romanzen nach Gedichten von Sofija Majdanska (1981)
- Drei Chöre nach Gedichten von Oleksandr Oles (1984)
- Мій Боже любий, заступись… (Mein lieber Gott, trete ein…) nach Gedichten von Fedir Mlyntschenko für gemischten Chor (1991)
- Lamento nach Worten von Oleksandr Oles für gemischten Chor (1993)
- Psalmen Davids. Drei Chöre (2000)
  - Блаженний, хто дбає про вбогого… (Gesegnet ist, wer sich um die Armen kümmert…) für Frauenchor
  - Боже мій, нащо мене Ти покинув? (Mein Gott, warum hast du mich verlassen?) für gemischten Chor
  - До Тебе підношу, мій Господи, душу свою… (Ich biete dir, mein Herr, meine Seele…) für Männerchor
- Нехай воскресне Бог! (Möge Gott auferstehen!). Chorkonzert in drei Teilen nach kanonischen Texten für gemischten Chor (2004)
- Кроковеє колесо (Laufrad). Konzert nach Volkspoesie für Frauenchor (2004)
- Тільки в Богові спокій душі моїй (Nur in Gott ist der Friede meiner Seele). Psalm für gemischten Chor (2004)

Außerdem zahlreiche Klavierstücke für den Unterricht, weitere Chöre, Lieder und Songs zu Gedichten ukrainischer Dichter sowie Bearbeitungen ukrainischer Volkslieder.